# Фердинанд Боль
Фердинанд Боль (нід. Ferdinand Bol, 24 червня 1616, Дордрехт — 24 серпня 1680, Амстердам, Нідерланди) — голландський художник, гравер і рисувальник.

## Життєпис
Народився 24 червня 1616 року у м. Дордрехті, Нідерланди.
Від 1631 до 1637 року був учнем Рембрандта. Багато картин художника у XIX столітті помилково приписувалися його наставнику.
У 1652 році став городянином м. Амстердам.
У 1660-ті роки був відомим художником, але після 1669 року втратив колишню популярність.
Помер 24 серпня 1680 року у Амстердамі.

## Вшанування пам'яті
На честь митця названо амстердамську вулицю — Ferdinand Bolstraat.

## Цікаві факти
На картині XVII століття Фердинанда Боля, яка була виставлена в Національній галереї у Великій Британії, відвідувачі помітили те, що на взутті восьмирічного хлопчика, який був зображений в повний зріст, красується біла галочка, напрочуд схожа на знаменитий логотип «Nike».

## Галерея

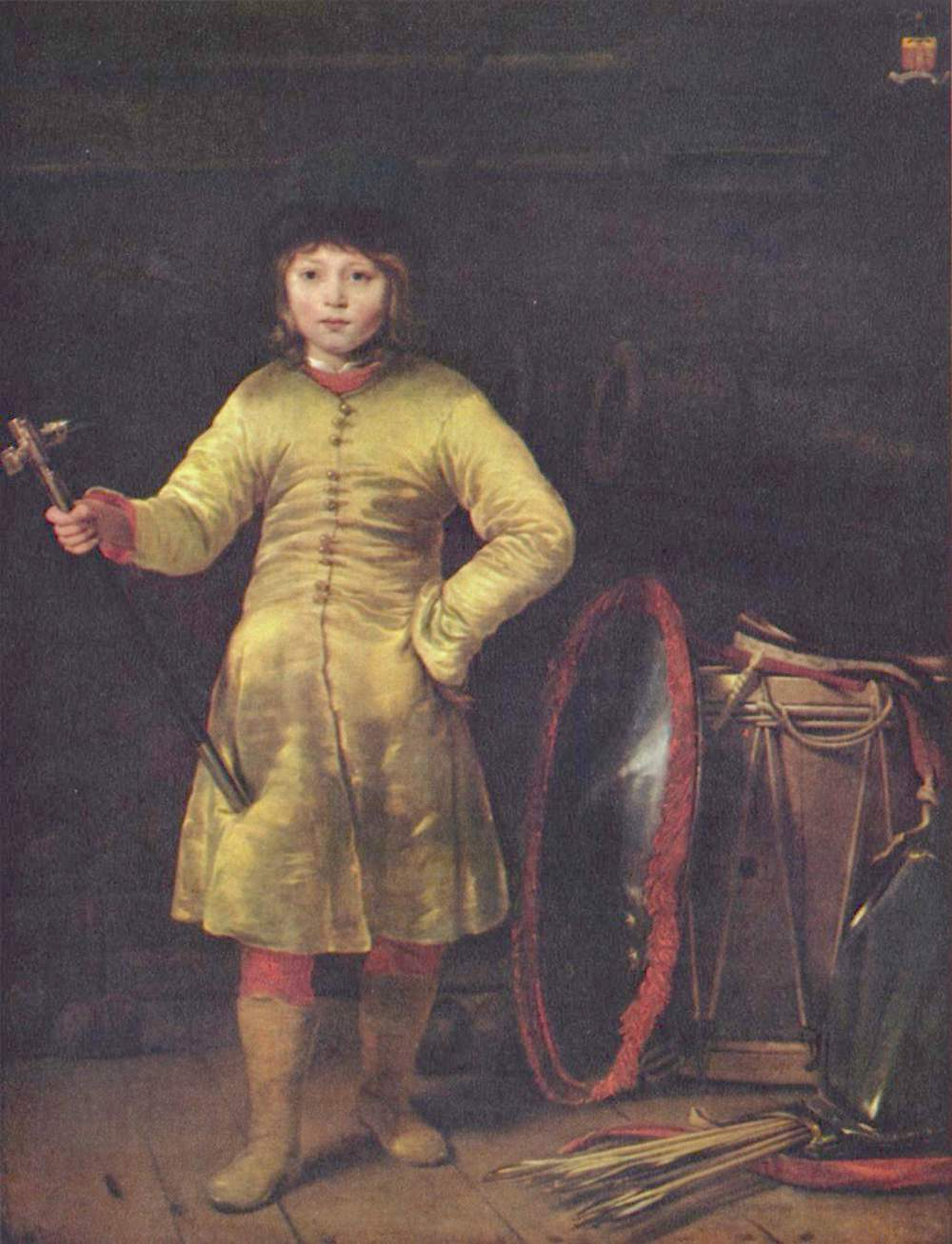
Портрет хлопчика. 1656. Музей Бойманс ван Бенінген. Роттердам
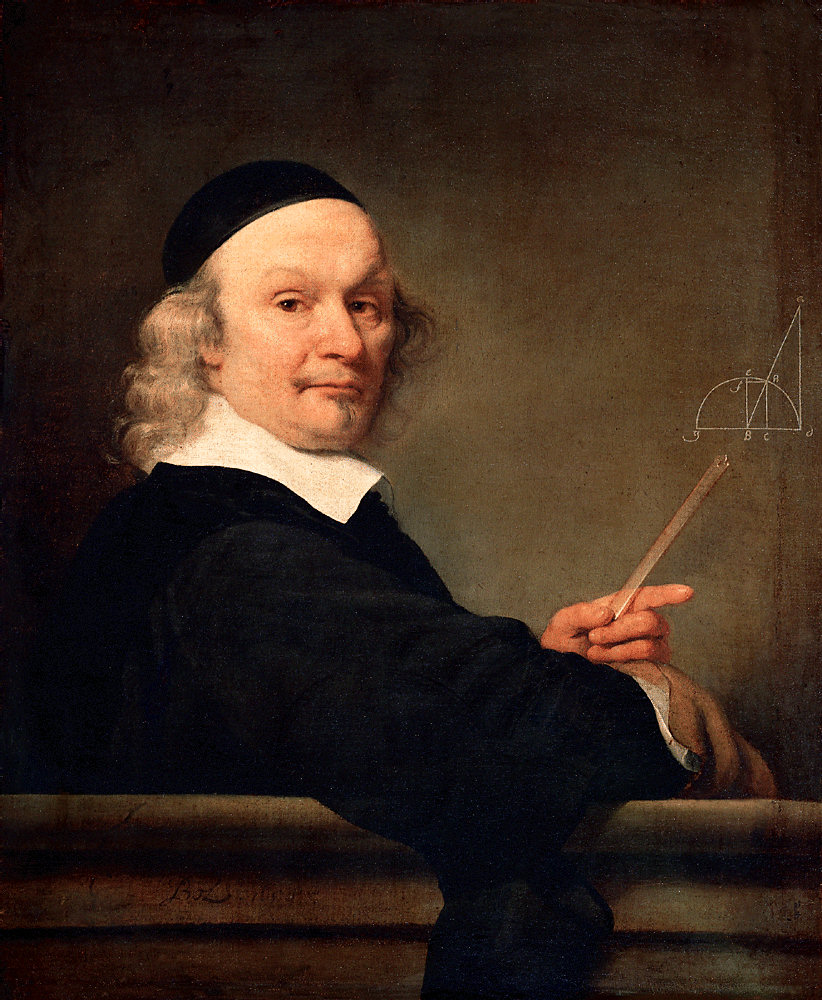
Портрет математика. 1658. Лувр. Париж
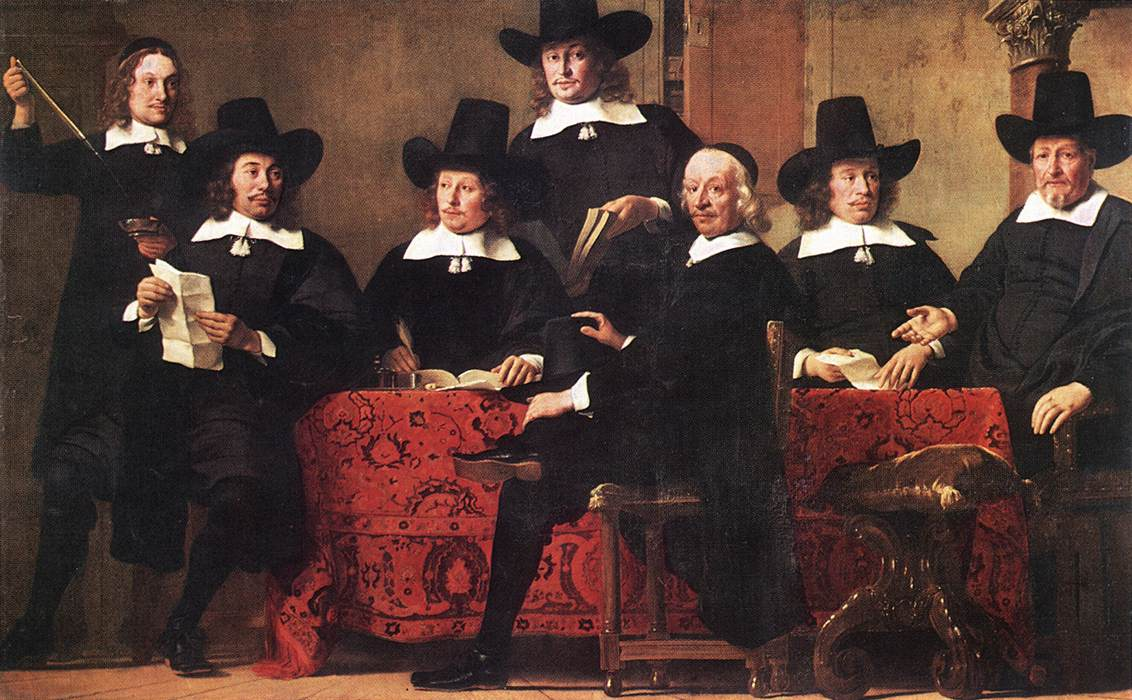
Керівники гільдії торговців вина Амстердама. 1663. Мюнхен. Стара пінакотека
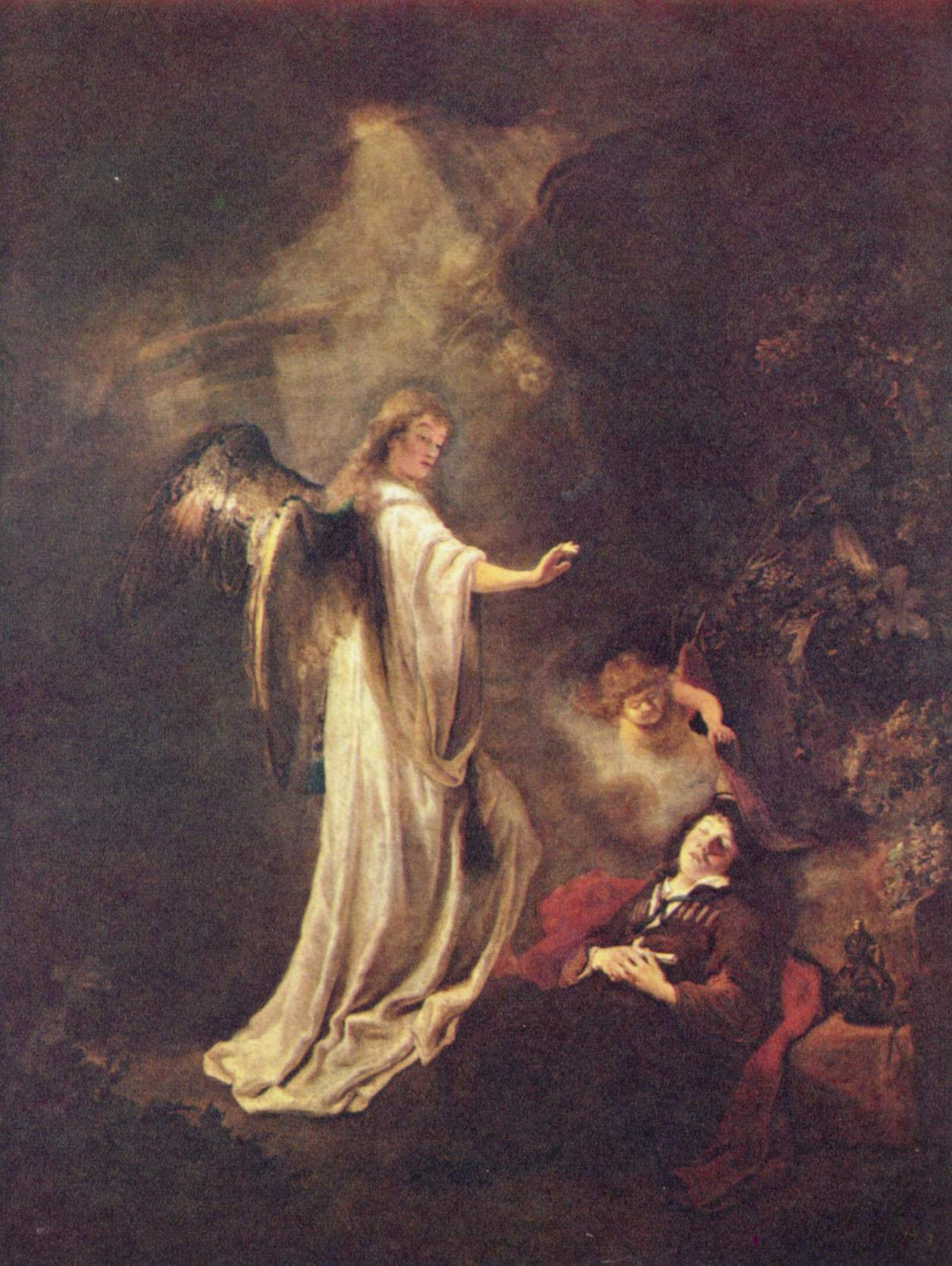
Мрії Якова про сходи до неба. Дрезденська картинна галерея

## Виноски
- Фердинанд Боль [Архівовано 8 червня 2011 у Wayback Machine.] на сайті Державного музею (Амстердам) (англ.)
- Фердинанд Боль. Картини [Архівовано 21 липня 2013 у Wayback Machine.] (рос.)